# Toyota AA
Toyota AA — серия легковых автомобилей производства компании Toyota, выпускаемых с 1936 по 1948 год. Седан получил индекс AA, кабриолет — AB. Позднее модели AA и AB были вытеснены с конвейера моделями AE, AC и BA.

## A1
В мае 1935 года были представлены первые три экземпляра на буддийской церемонии. Основатель фирмы Toyota Киитиро Тоёда доставил один автомобиль своему отцу Сакити Тоёде.
Автомобиль Toyota A1 оборудован заднепетельной дверью и предназначался для эксплуатации в странах с правосторонним движением.

## AA/AB
Автомобиль Toyota AA имеет сходства с предсерийной моделью Toyota A1. До 1943 года было выпущено 1404 модели AA, до 1942 года было выпущено 353 экземпляра Toyota AB (включая военный автомобиль ABR).

## AC
Автомобиль Toyota AC представляет собой модернизированную версию автомобиля Toyota AA. Лобовое стекло разделено на две части.
Серийно автомобиль производился с 1938 года. Всего было выпущено 230 экземпляров, 50 из которых — военные.

## EA
Автомобиль Toyota EA является лицензионным клоном автомобиля DKW F7. Серийно не производился.
По сравнению с другими моделями семейства Toyota AA, автомобиль является переднеприводным.

## EB
Это заднеприводная модификация Toyota EA. Серийно не производилась.

## AE
Седан Toyota AE по габаритам значительно меньше, чем другие автомобили семейства Toyota AA. Он произведён в сентябре 1939 года и представлен в начале 1940 года. С 1941 по 1943 год было произведено 76 экземпляров.

## BA
Этот автомобиль сделан из дерева в целях экономии. Всего произведено более 17 экземпляров.

## BB
Автомобиль Toyota BB производился с кузовом фаэтон во времена Второй мировой войны.

## Продажи
| 1935 | 1936 | 1937 | 1938 | 1939 | 1940 | 1941 | 1942 | 1943 | 1944 | 1945 | 1946 | 1947 | 1948 | 1949 |
| ---- | ---- | ---- | ---- | ---- | ---- | ---- | ---- | ---- | ---- | ---- | ---- | ---- | ---- | ---- |
| 0    | 100  | 577  | 539  | 107  | 268  | 208  | 41   | 53   | 19   | 0    | 0    | 54   | 21   | 235  |

## Галерея

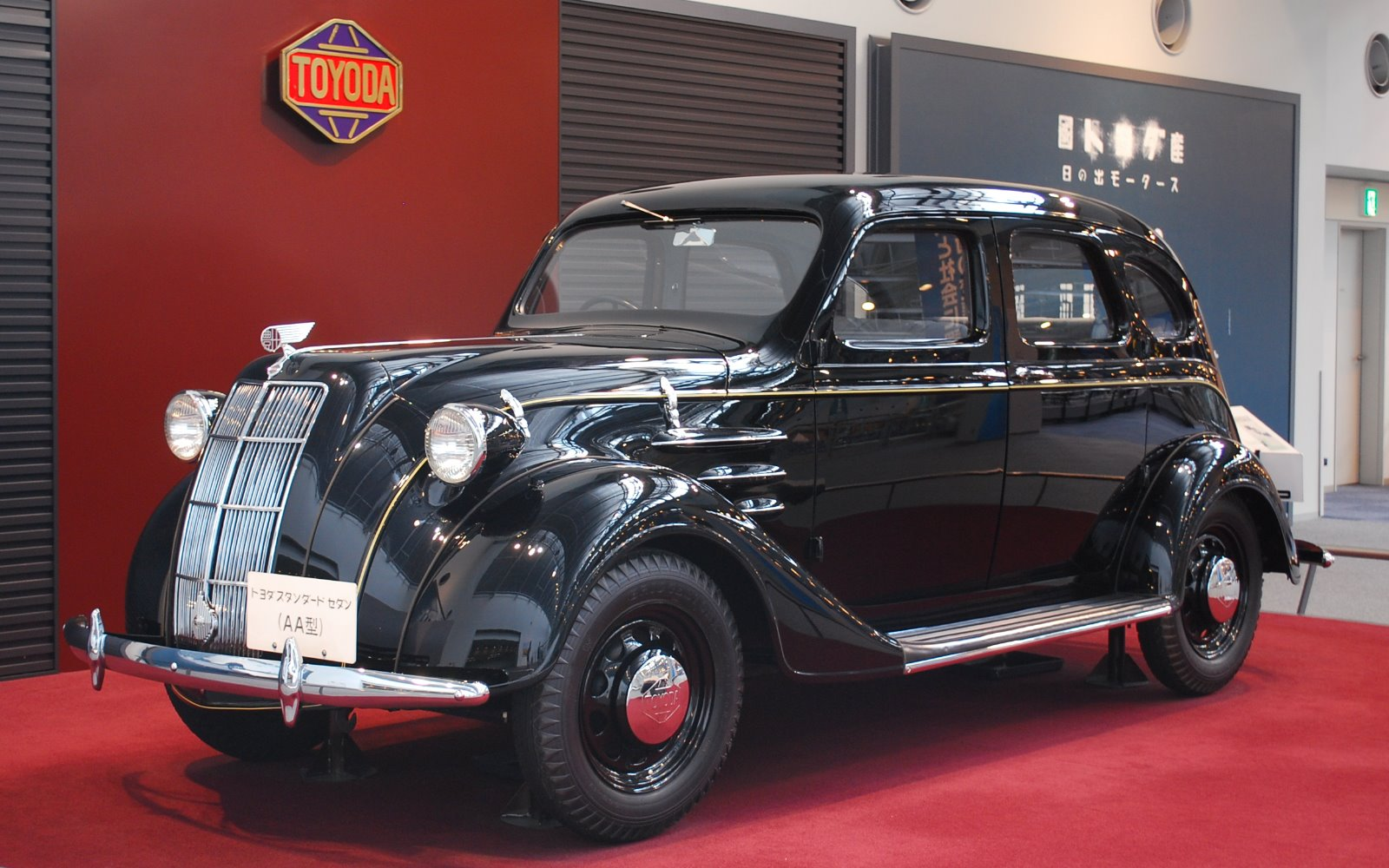
Toyota AA
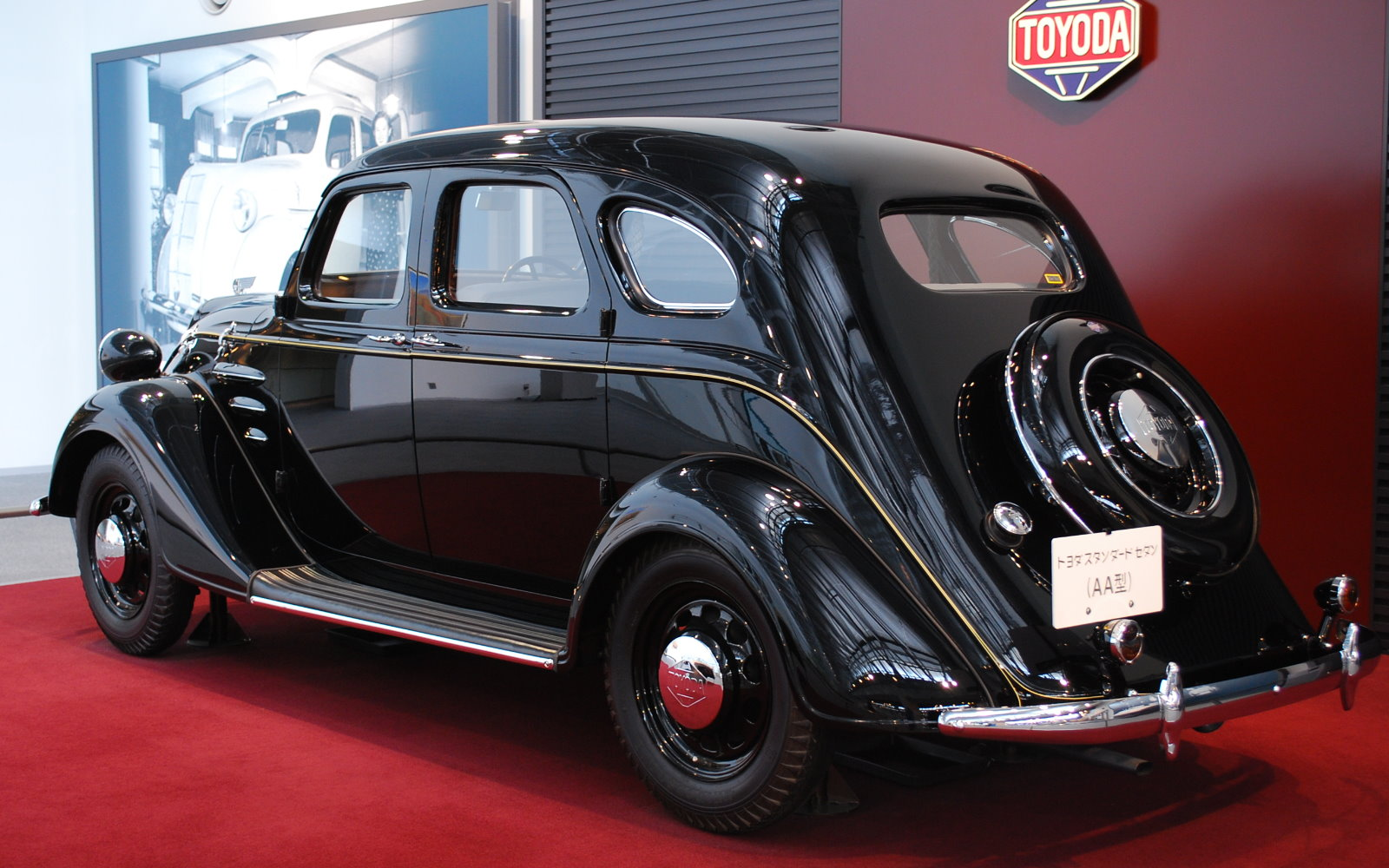
Вид сзади
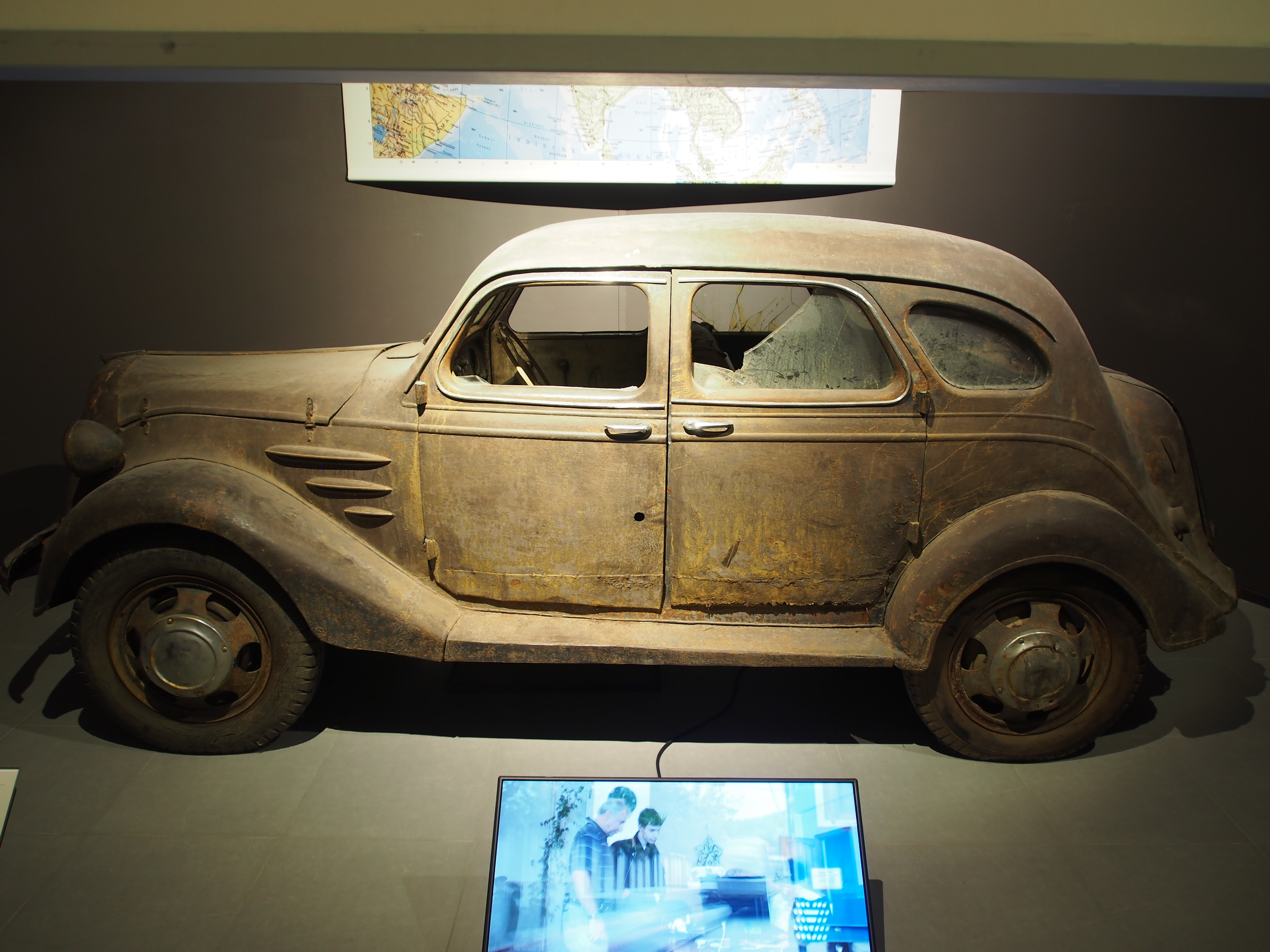
Toyota AA в музее Louwman
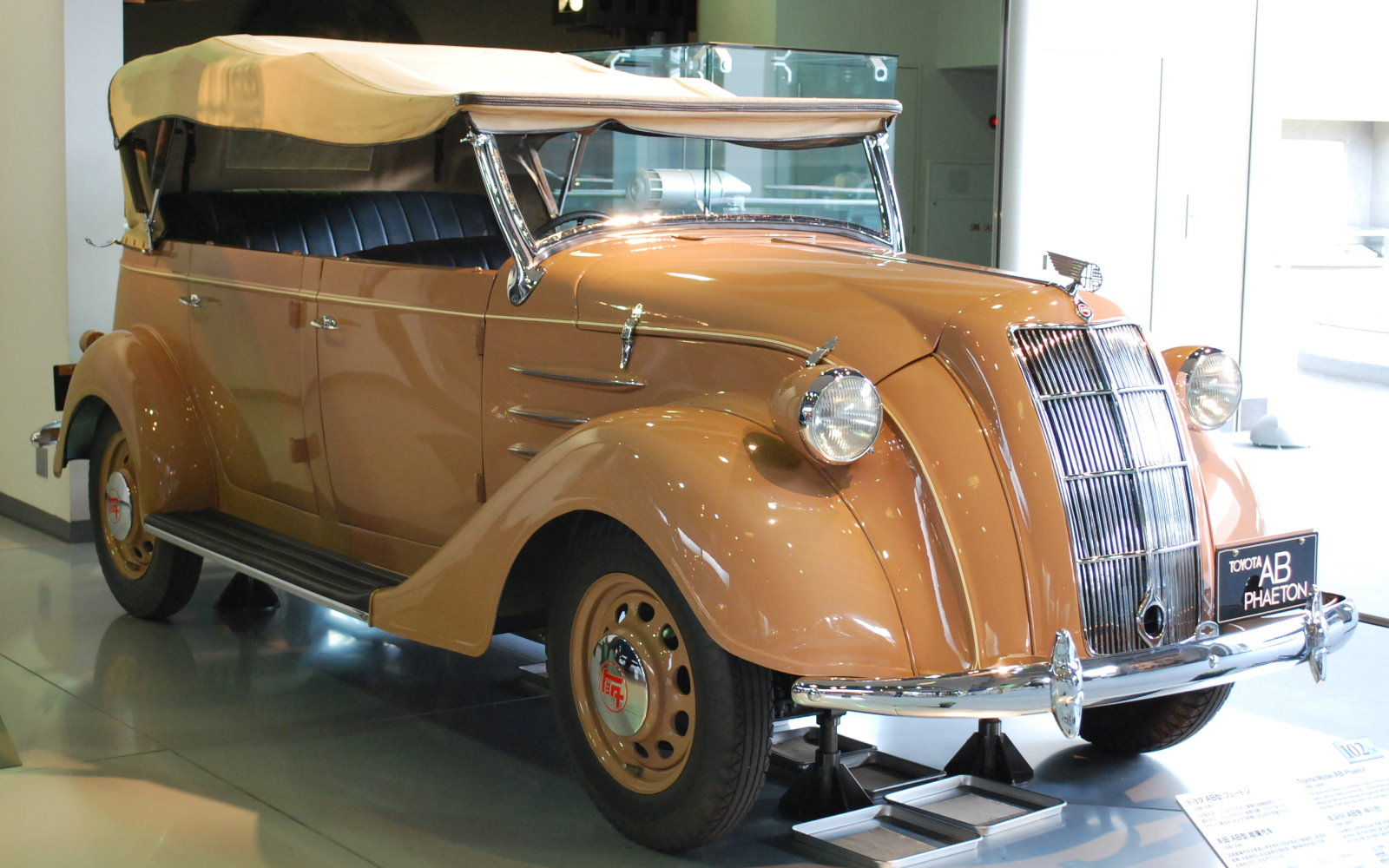
Toyota AB
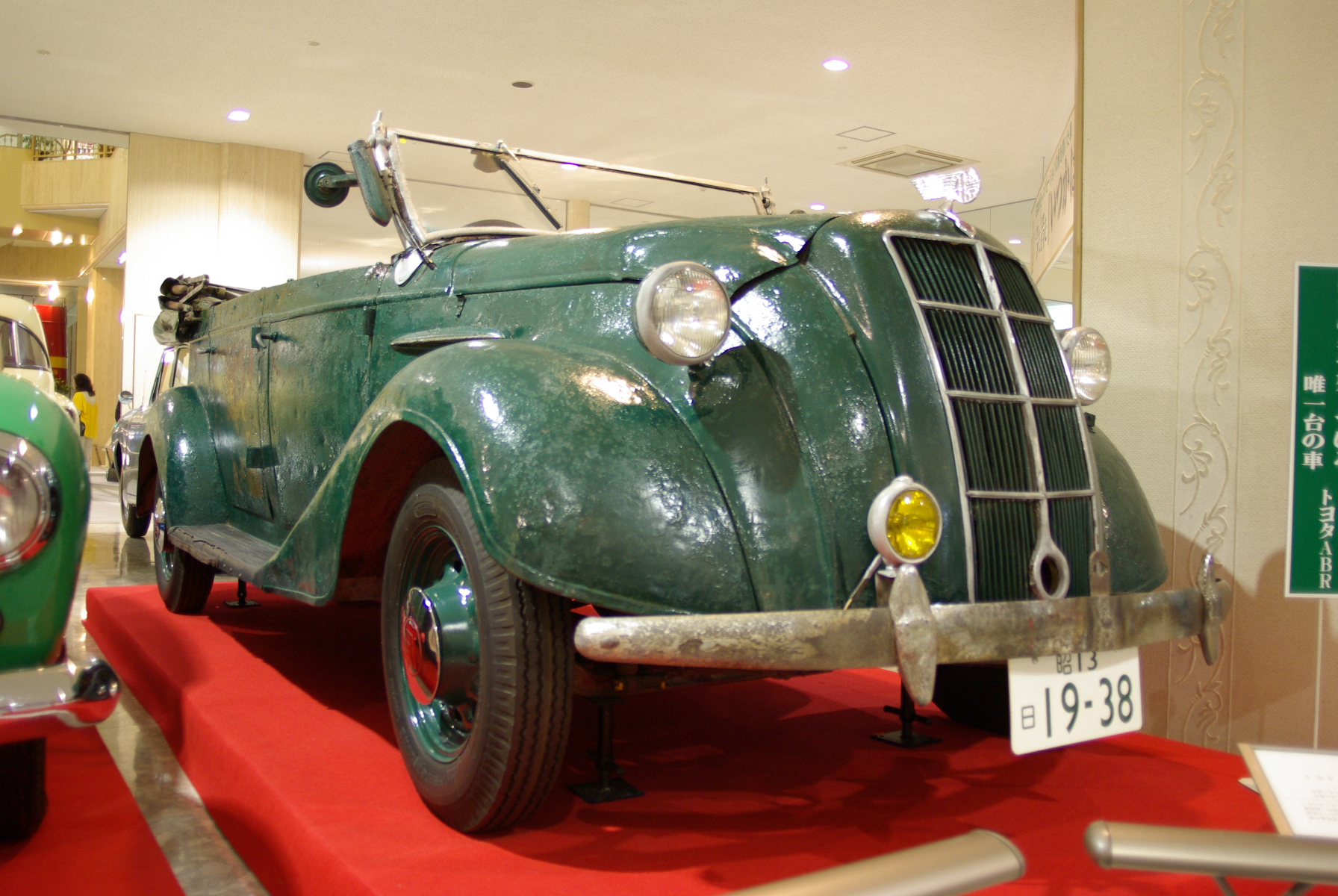
Toyota ABR
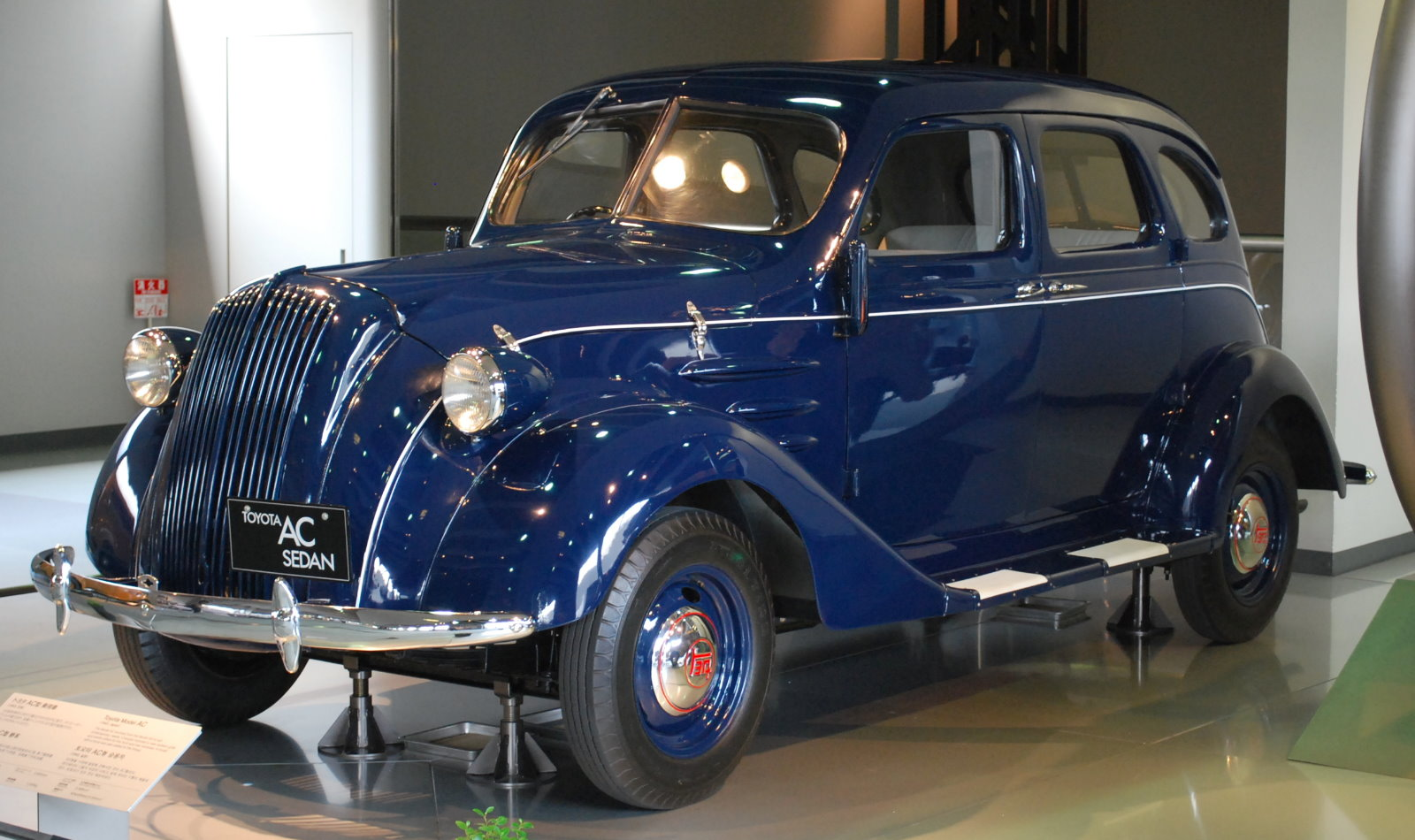
Toyota AC
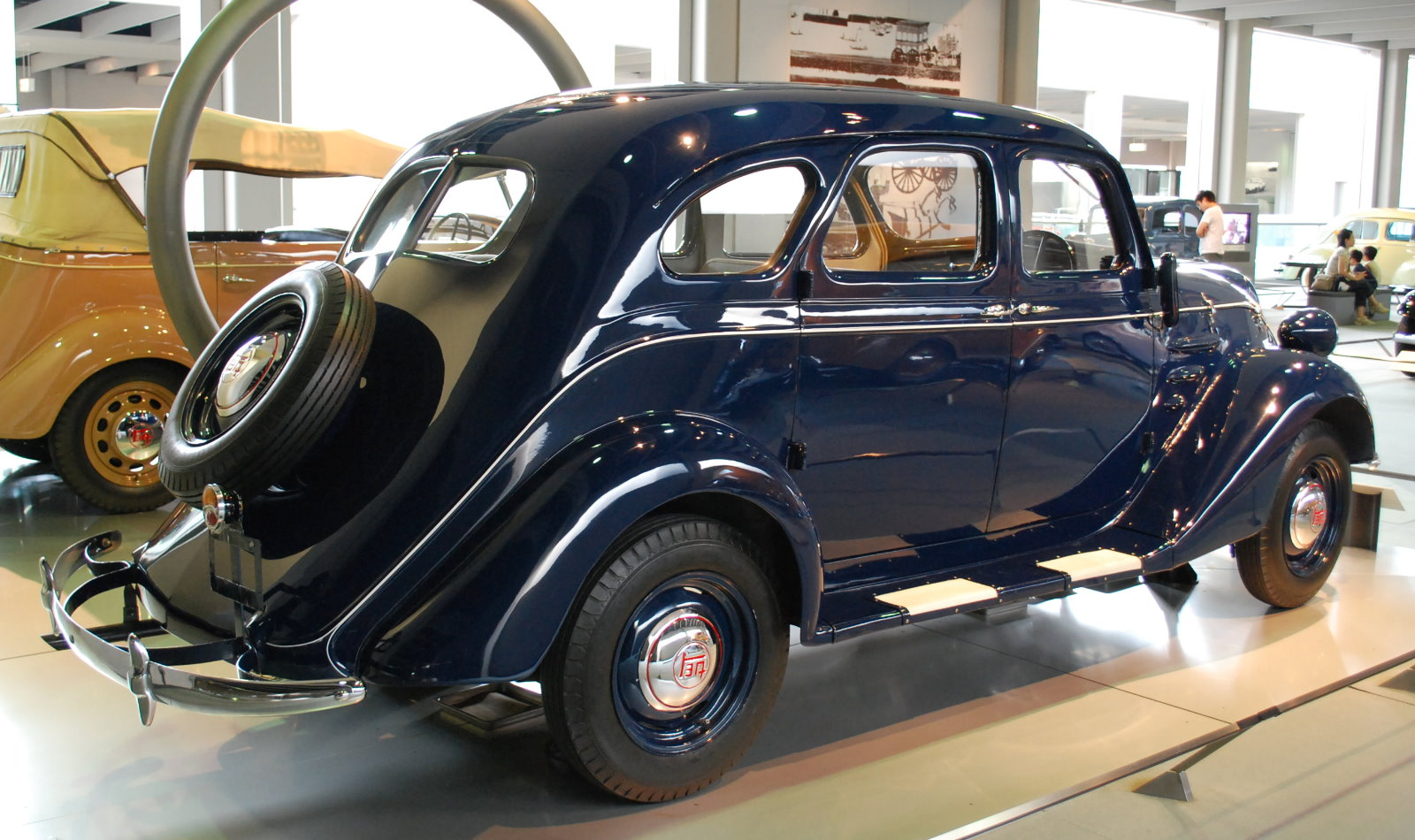
Вид сзади